# Khanat qoshot

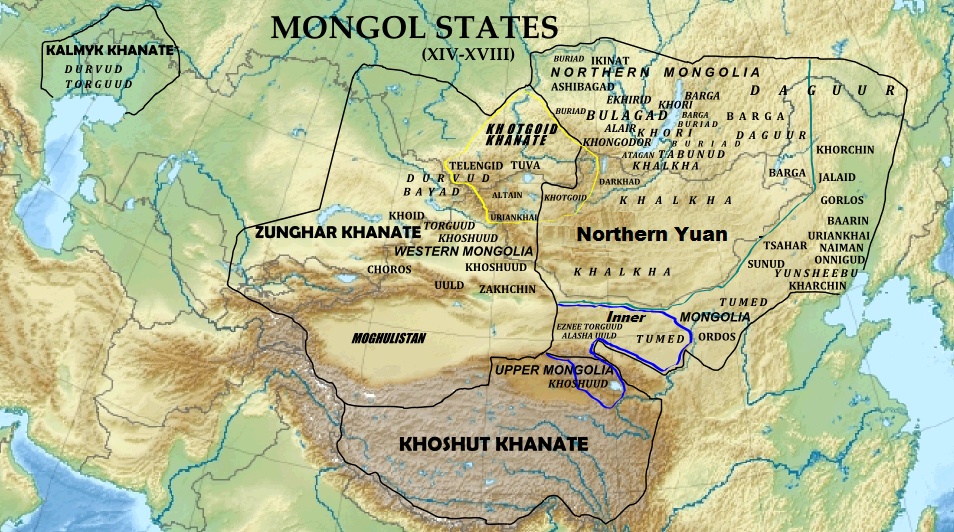
Division des khanats mongols au XVIIe

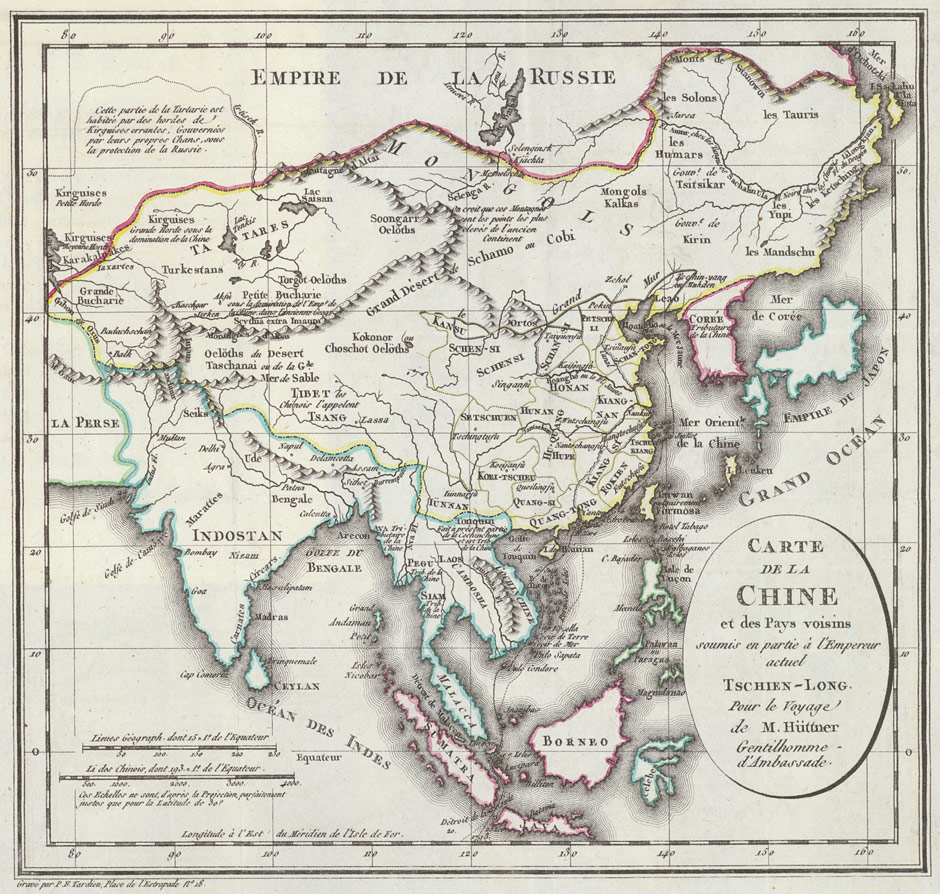
Carte représentant le Khanat Qoshot Oïrat (inscrit Kokonor Choschot Oelöths) au sein de l'Empire chinois en 1798, par Johann Christian Hüttner pour l'ambassade britannique

Le khanat qoshot ou khanat khoshuud (mongol : ᠬᠣᠱᠤᠳ
ᠦᠯᠦᠰ, VPMC : Qošut Ulus, cyrillique : Хошууд улс, MNS : Khoshuud Uls, littéralement : Pays Khoshuud) ou (mongol : ᠬᠣᠱᠤᠳ ᠶᠢᠨ
ᠭᠠᠵᠠᠷ, VPMC : Qošut-yin gajar, cyrillique : Хошуудын газар, MNS : Khoshuudyn gazar, littéralement : Bannière qoshot), également appelé Khochotie par les français en 1836 est un Khanat mongol établit par les Qoshots-Oïrats qui contrôlèrent le Qinghai et le Tibet central à la fin de la Dynastie Ming et au début de l'ère de la Dynastie Qing.

## Histoires
Lorsqu'ils partirent de dzoungarie[réf. nécessaire], ils établirent tout d'abord le Khanat dzoungar autour du lac Qinghai, (Khokhonor en mongol), puis pris le contrôle du Tibet après avoir défait le roi du Tsang, Karma Tenkyong Wangpo, favorables au bouddhisme tibétain des Kagyüpa et la religion ancienne tibétaine Bön et opposé aux Gelugpa, plus favorables aux Mongols, sous le règne de Güshi Khan,. Ce dernier y place alors Lobsang Gyatso, le 5e Dalaï-lama, chef des Gelugpa, comme chef religieux, et met ainsi fin à la période Phagmodrupa (1351 — 1642) et commence celle du Ganden Phodrang (1642 — 1959). Il continue à contrôler politiquement et militairement le Tibet central jusqu'en 1718, lorsque les Qoshots furent battus par les Dzoungars.

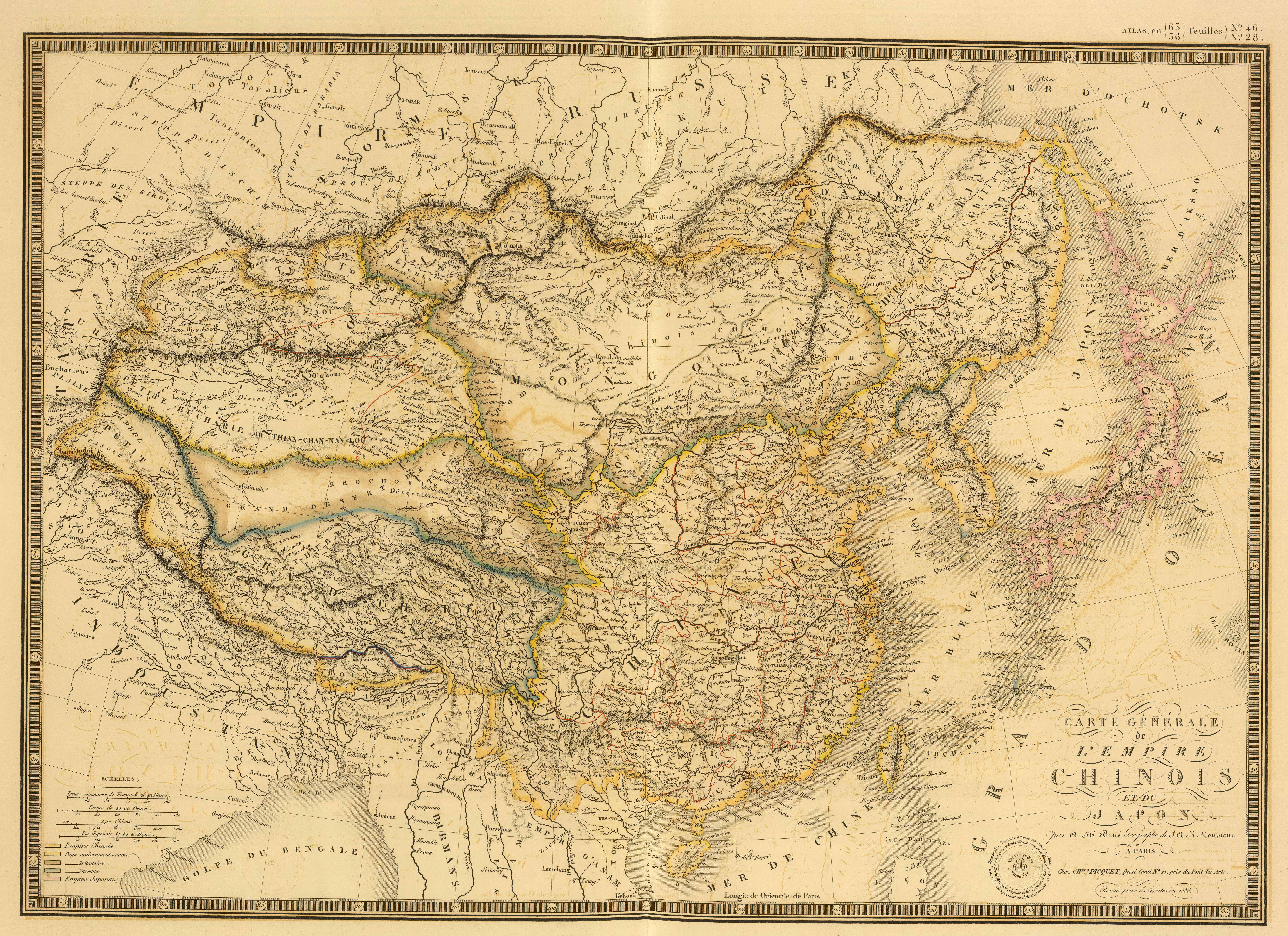
Le Khanat noté Khochotie en 1836

En 1720 les Toungouses mandchous de la dynastie Qing prirent Lhassa,, le 24 septembre sous le règne de Qing Kangxi et placèrent à leur tour le dalaï-lama sur le trône le 16 octobre et à partir de ce moment y laissa un amban et des troupes stationnaires jusqu'à 1912,. Le Tibet y est généralement considéré comme un protectorat[citation nécessaire]. En 1853, Guillaume Pauthier et Louis Bazin parlent de « Suzeraineté » du Tibet et de « possession » chinoise « Par ses possessions de l'Asie centrale, la Chine, située à l'extrémité du continent asiatique, où elle a vieilli isolée depuis plus de quatre mille ans, comme dans un monde à part, touche à l'empire de Russie, né d'hier et qui déjà pourrait l'envahir ; par sa suzeraineté sur le Thibet, elle touche aux possessions de l'empire Britannique : deux voisinages plus dangereux pour elle, nation industrieuse et riche, que toutes les hordes tartares contre lesquelles elle éleva jadis ce fameux rempart de cinq cents lieues de longueur, qui deviendrait impuissant contre l'avidité civilisée de ses nouveaux voisins. ». The Cambridge Modern History parle en 1912 de dépendance.

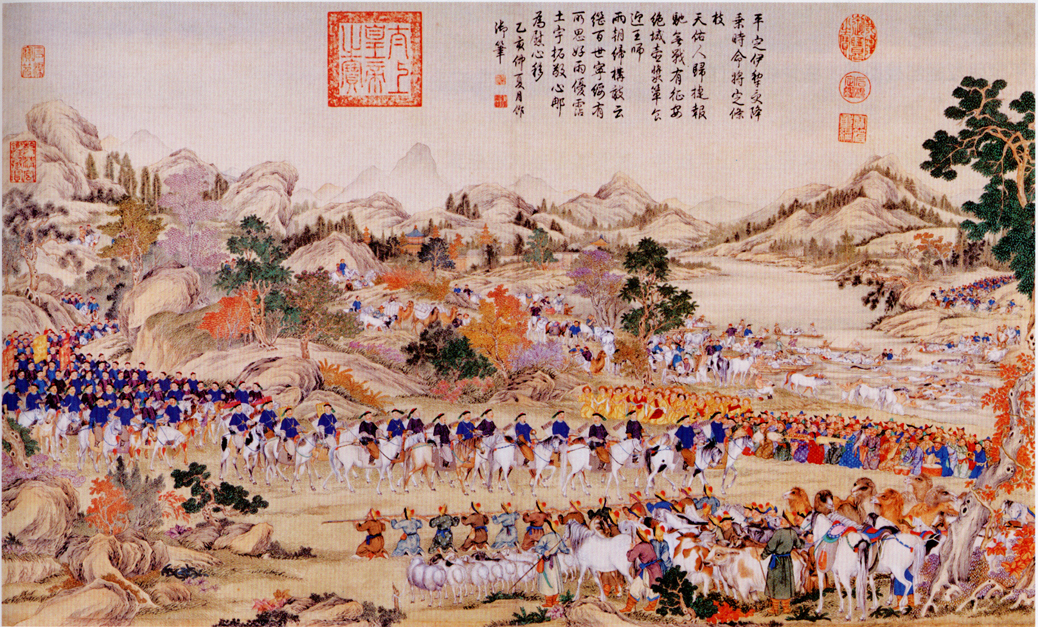
Les Dzoungars se rendent à l'armée mandchoue en 1755

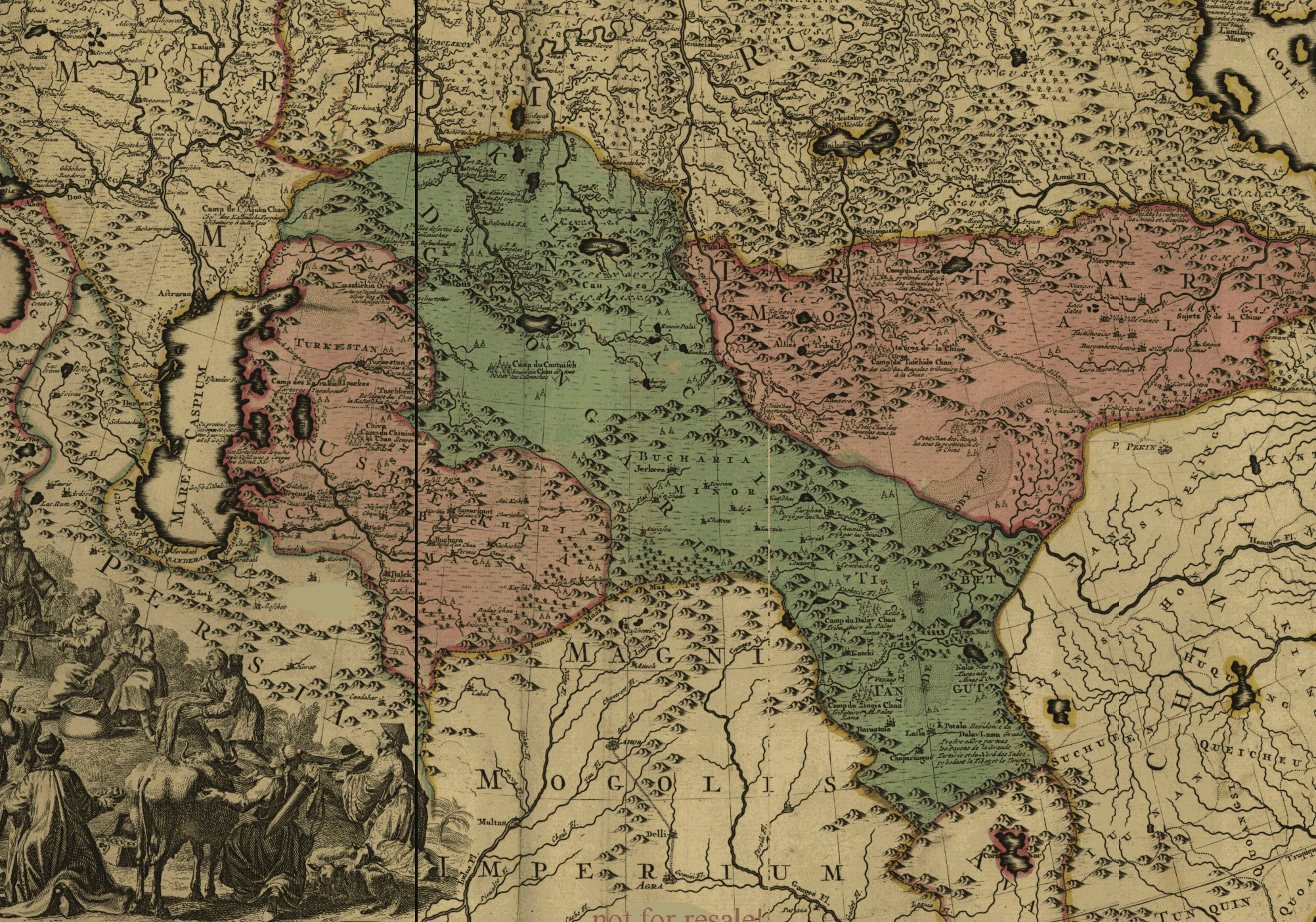
Khanat Dzoungar (ou Kalmoukie), en vert, en 1720, le reste du Tibet au Sud est toujours compris dans l'Empire Mongol (Mongolis Imperium), carte de l'armée suédoise de 1725

Lors de la guerre Dzoungar-Qing (1687 – 1757) ils sont les alliés de la dynastie Qing, jusqu'à cette date où ils s'allieront avec les Dzoungars, qu'ils combattaient auparavant. Ils seront finalement défait par la dynastie Qing à Gulja (actuelle Yining), sous le règne de Qianlong, en 1755.[réf. nécessaire]

## Généalogie des Khans qoshots
Le khanat qoshot de Kokonor ne commence qu'avec Güshi Khan vers 1642. Voir les différents articles pour les sources.
| Génération | Nom chinois                                                            | nom mongol (ou tibétain si précisé)                                                                           | transcription latine                                       | Années                           | Remarque                                |
| ---------- | ---------------------------------------------------------------------- | --- | ---------------------------------------------------------- | -------------------------------- | --------------------------------------- |
| 1re        | 博贝密尔咱, bóbèimìěrzán                                               | ᠪᠥᠪᠡᠢ ? Бүүвэй Мирзэй                                                                                         | Buuvei Mirzei                                              | environ 2e moitié du XVIe siècle |                                         |
| 2e         | 哈尼诺颜洪果尔, hānínuòyán hóngguǒěr                                   | ᠬᠠᠨ ᠠ ᠨᠣᠶᠠᠨ ᠬᠣᠩᠭᠤᠷ Ханай ноён хонгор                                                                          | Khanai Noyan Khonggor                                      | ？－1585                         | fils de Buuvei Mireei                   |
| 3e         | 拜巴噶斯, bàibāgásī                                                    | mongol : ᠪᠠᠶᠢᠪᠠᠭᠠᠰ ᠬᠠᠨ, cyrillique : Байбагас-хан ou mongol : ᠪᠠᠶᠢᠪᠠᠭᠠᠰ ᠪᠠᠭᠠᠲᠤᠷ, cyrillique : Байбагас баатар | Baibagas Khan                                              | 1585－1640                       | second fils de Khanai Noyan Khonggor    |
| 3e         | 昆都伦乌巴什, kūndōulún wūbāshí                                        | ᠬᠥᠨᠳᠡᠯᠡᠨ ᠤᠪᠠᠰᠢ Хөндлөн Убаши                                                                                  | Kondeleng Ubashi                                           | 1640－1644                       | troisième fils de Khanai Noyan Khonggor |
| 4e         | 鄂齐尔图汗, èqíěrtú hàn                                                | ᠸᠴᠢᠷ ᠲᠤ ᠰᠡᠴᠡᠨ ᠬᠠᠨ Очирт Цэцэн хан                                                                             | Ochirt Tsetsen Khan                                        | 1644—1676                        | fils de Baibagas Khan                   |
| 3e         | 固始汗圖魯拜琥, gùshǐ hàn túlǔbàihǔ                                    | ᠭᠦᠦᠱᠢ ᠬᠠᠨ Гүүш хан                                                                                            | Güshi Khan                                                 | 1642－1655                       | 4e fils de Khanai Noyan Khonggor        |
| 4e         | 達延鄂齊爾汗, dáyán èqíěr hàn ou parfois 鄂齊爾汗達延, èqíěr hàn dáyán | ᠳᠠᠶᠠᠨ ᠬᠠᠨ Даян хан                                                                                            | Dayan Otchir Khan                                          | 1655－1668                       | fils aîné de Güshi Khan                 |
| 4e         | 达什巴图尔, dáshí bātúěr                                               | ᠳᠠᠰᠢᠪᠠᠭᠠᠲᠤᠷ Дашбаатар                                                                                         | Dashbaatar                                                 | 1668－1671                       | 10e fils de Güshi Khan                  |
| 5e         | 貫綽克達賴汗朋素克, guànchuòkè dálài hàn péngsùkè                      | ᠭᠣᠨᠴᠣᠭ ᠳᠠᠯᠠᠢ ᠬᠠᠨ Гончиг Далай хан                                                                             | Gonchig Dalai khan                                         | 1671－1701                       | fils aîné de Dayan Otschir Khan         |
| 6e         | ?                                                                      | ᠸᠠᠩᠵᠢᠯ ᠬᠠᠭᠠᠨ Ванжил хаан                                                                                      | Vanjil Khaan ou Wangyal transcr. tib: Tenzin Wangchuk Khan | 1701－1703                       | fils de Gonchig Dalaï Khan              |
| 6e         | 拉藏汗, lāzàng hàn                                                     | ᠯᠠᠽᠠᠩ ᠬᠠᠨ Лхазан хан                                                                                          | Lkhazan Khan                                               | 1703－1717                       | fils de Gonchig Dalaï Khan              |
| 5e         | 罗卜藏丹津, luóbǔzàng dānjīn                                           | tibétain : བློ་བཟང་བསྟན་འཛིན, Wylie : blo bzang bstan 'dzin                                                       | Lobsang Danjin                                             | 1723－1724                       | fils de Dashbaatar                      |